# Гневушева, Елизавета Ивановна
Елизавета Ивановна Гневушева (28 января [10 февраля] 1916, Сураж, Черниговская губерния — 11 мая 1994, Москва) — советский и российский историк-востоковед, педагог, публицист.

## Краткая биография
Из семьи православного священника. В 1941 окончила исторический факультет МГПИ им. В. П. Потемкина и там же аспирантуру. Её учителями были: А. А. Губер, В. К. Никольский, В. С. Сергеев, С. Д. Сказкин, Н. М. Дружинин. Во время войны была в эвакуации в г. Тара Омской области, где преподавала историю в педучилище и в средней школе. Защитив в 1948 кандидатскую диссертацию на тему «Возникновение Всеиндийского национального конгресса», уехала в Курск, где преподавала историю в Курском педагогическом институте. По возвращении в Москву (1952) работала в Московском институте востоковедения (1952—1953), на истфаке МГУ (1954—1955). С 1956 её педагогическая и научная деятельность тесно связана с Институтом восточных языков при МГУ, где она более 30 лет проработала доцентом кафедры истории стран ЮВА и Дальнего Востока. После кончины своего учителя А. А. Губера выступила в качестве его биографа. Была куратором созданного в ИСАА кабинета-библиотеки А. А. Губера и первым организатором «Губеровских чтений».

## Научная деятельность
Является автором ряда глав об Индонезии в вузовских учебниках по истории государств Востока. Её основные научно-публицистические интересы, однако, были связаны с русскими учеными-путешественниками, посетившими в конце XIX — начале XX вв. Нидерландскую Индию, а также некоторые другие территории Азии и Африки. Особо выделяются новаторские статьи о россиянине Василии Пантелеймоновиче Малыгине (Мамалыге), участвовавшем в антиколониальном восстании против голландцев на острове Ломбок в 1890-х гг..
По сюжетам некоторых её статей написаны художественные произведения.

## Общественная деятельность
Активный пропагандист Всероссийского общества охраны памятников истории и культуры, она с 1970 по 1980 курировала реставрационно-строительный студенческий отряд МГУ, работавший каждое лето в Суздале.

## Награды
- Лауреат Премии «Прима Комексиндо» (1994)

## Мнение
«Восторженная слушательница лекций Губера на истфаке Московского педагогического института ещё в довоенное время, его верная ученица и внимательный биограф, Елизавета Ивановна запомнилась нам как человек активной жизненной позиции, неравнодушный, последовательный и энергичный работник университетской науки, дидактики и культуры» — .- Владислав Ремарчук, зав. кафедрой ИСАА

## Основные работы
- Путешествие П. И. Пашино по Персии и Индии // Очерки по истории русского востоковедения. М.: Издательство Академии наук СССР, 1953. С. 96—121.
- Буди Утомо («Высокая цель»): к 50-летию первой общенациональной организации в Индонезии // Советское востоковедение. — 1958. — № 5.
- Забытый путешественник. Жизнь и путешествия П. И. Пашино. — М., 1958;
- В. П. Малыгин — возмутитель спокойствия в Нидерландской Индии // Вопросы истории. — М., 1969. — № 11.
- В стране трёх тысяч островов (Русские ученые в Индонезии). — М., 1962.
- Путешествие по Африке С. В. Аверинцева // Страны и народы Востока. Выпуск IV. М.: Наука, 1965. С. 198—213.
- Первый обзор европейской колониальной политики и его автор // Колониализм и национально-освободительное движение в странах Юго-Восточной Азии. — М., 1972.
- Russians in Malaya and on Malaya // Meetings with Malaysia. — Kuala Lumpur, 1974.
- Первый «бейтензоргский» стипендиат Российской академии наук С. Г. Навашин на Яве в 1898—1899 гг. (По материалам неопубликованного дневника) // Страны и народы Востока. Выпуск XVII. Страны и народы бассейна Тихого океана. М.: Наука, ГРВЛ, 1975. С. 229—240 (совместно с В. А. Жаровым).
- Некоторые вопросы истории Вьетнама в трактовке А. А. Губера // Советская историография ЮВА. М.: Из-во вост. лит., 1977.
- Изучение истории ЮВА в Московском Университете // 225 лет Московского университета, 1979.
- Учредительная конференция Индийского национального конгресса // «Народы Азии и Африки», 1979, № 3.
- Этнографические коллекции А. С. Эстрина в МАЭ // Очерки истории русской этнографии, фольклористики и антропологии. — 1982. — Вып. 9 (в соавт. с В. Г. Трисман).
- Строитель Сурабайского порта [И. Т. Благов] // Страны и народы Востока. Выпуск XXIV. Страны и народы бассейна Тихого океана. Книга 5. М.: Наука, ГРВЛ, 1982. С. 110—126.
- Академик Александр Андреевич Губер (к 80-летию со дня рождения) // «Новая и новейшая история», 1982, № 5.
- Академик А. А. Губер. Творческий путь ученого //«Новая и новейшая история», 1983, № 6.
- Академик Александр Андреевич Губер. [отв. ред. акад. С. Л. Тихвинский] — М., 1988.
- А. А. Губер — организатор науки // Юго-Восточная Азия. История и современность. М.: Из-во вост. лит., 1989.
- История Индонезии. Том 1. — М.: Издательство МГУ, 1992 (в соавт. с Г. Г. Бандиленко, Д. В. Деопиком и В. А. Цыгановым)
- А. С. Эстрин. Воспоминания (из архива Е. И. Гневушевой); Е. И. Гневушева и В. Г. Трисман. Об Эстриных и их коллекции; Письма В. Г. Трисман, Е. И. Гневушевой и других Эстриным и о них // Индонезия начала XX века в коллекции и воспоминаниях А. Эстрина и А. Смотрицкой. Сост. Е. С. Твердислова, Г. А. Эстрина. М.: «Восточная литература», 2018, с. 5-138.

## Доклады

### На Ломоносовских чтениях
- 1977 г. — И. Т. Благов — строитель Сурабайского порта.
- 1978 г. — Записки А. Г. Ротчева об Индии как исторический источник.
- 1981 г. — Гийом Постель — первый профессор арабского языка в Европе.

### На Губеровских чтениях
- 1977 г. — Научно-организационная международная деятельность академика А. А. Губера.
- 1978 г. — Индия в научном творчестве А. А. Губера.
- 1979 г. — Некоторые проблемы истории колониальных и зависимых стран в творчестве академика А. А. Губера.
- 1982 г. — Неизданная работа А. А. Губера «Очерки борьбы капиталистических держав за раздел в Юго-Восточной Азии».